# Spørring
Spørring er en by i Østjylland med 1.207 indbyggere  (2025), der ligger i Spørring Sogn i den nordligste del af Aarhus Kommune. Byen hører til Region Midtjylland og er beliggende ved sekundærrute 180 mellem Aarhus og Randers.
Spørring består af en ældre del med gamle lave huse og adskillige gårde. Her ligger også Spørring Kirke.
Byen har fælles postdistrikt med – og indgår i et kulturfællesskab med – de to nabobyer, Trige og Ølsted.
I byen findes en integreret børneinstitution i den tidligere skole, autoværksted og en karosserifabrik som producerer lastbillad og specialindretning af erhvervsbiler.
I december 2017 åbnede en pizzaforretning i samme bygning som købmanden, men hele bygningen brændte ned i juli 2018. Efterfølgende i 2021 er der bygget en helt ny bygning, som huser Spørring Sognehus og Spørring Pizza samt flere lejligheder.
Spørring ligger ved kommunens nordgrænse. Vejafstanden til Aarhus er ca. 18 kilometer, 21 km til Randers, 8 km til Hadsten og 13 km til Djurslandsmotorvejen ved Løgten. Byen ligger centralt med kun 2 km til Nordjyske Motorvej frakørsel 44.